# Europese kampioenschappen badminton 1976
De 5e editie van het Europees kampioenschap badminton werd georganiseerd door de Ierse stad Dublin. Het toernooi duurde 2 dagen, van 6 april 1976 tot en met 7 april 1976.

## Medaillewinnaars
| Onderdeel      | 1e plaats                    | 2e plaats                      | 3e plaats                          |
| -------------- | ---------------------------- | ------------------------------ | ---------------------------------- |
| Mannen enkel   | Flemming Delfs               | Elo Hansen                     | Paul Whetnall                      |
| Mannen enkel   | Flemming Delfs               | Elo Hansen                     | Wolfgang Bochow                    |
| Vrouwen enkel  | Gillian Gilks                | Lene Køppen                    | Susan Whetnall                     |
| Vrouwen enkel  | Gillian Gilks                | Lene Køppen                    | Margaret Lockwood                  |
| Mannen dubbel  | Mike Tredgett Ray Stevens    | Derek Talbot Eddy Sutton       | Bengt Fröman Thomas Kihlström      |
| Mannen dubbel  | Mike Tredgett Ray Stevens    | Derek Talbot Eddy Sutton       | Willi Braun Roland Maywald         |
| Vrouwen dubbel | Gillian Gilks Susan Whetnall | Margaret Lockwood Nora Gardner | Karin Kucki Vera Winter            |
| Vrouwen dubbel | Gillian Gilks Susan Whetnall | Margaret Lockwood Nora Gardner | Joanna Flockhart Christine Stewart |
| Gemengd dubbel | Derek Talbot Gillian Gilks   | Steen Skovgaard Lene Køppen    | Mike Tredgett Nora Gardner         |
| Gemengd dubbel | Derek Talbot Gillian Gilks   | Steen Skovgaard Lene Køppen    | Rob Ridder Marjan Leuskens         |
| Teams          | Denemarken                   | Engeland                       | Zweden                             |

## Medaillespiegel
| Plaats | Land           | Goud | Zilver | Brons | Totaal |
| 1      | Engeland       | 4    | 3      | 4     | 11     |
| 2      | Denemarken     | 2    | 3      | 0     | 5      |
| 3      | West-Duitsland | 0    | 0      | 3     | 3      |
| 4      | Zweden         | 0    | 0      | 2     | 2      |
| 5      | Nederland      | 0    | 0      | 1     | 1      |
| 5      | Schotland      | 0    | 0      | 1     | 1      |
| Totaal | Totaal         | 6    | 6      | 11    | 23     |